# Jean Joseph Moyzen
Jean Joseph Moyzen est un homme politique français né le 20 février 1754 à Espédaillac (Lot) et décédé le 23 octobre 1840 à La Salle d'Urban (Lot).
Propriétaire, il est député du Lot de 1816 à 1823, siégeant dans la majorité soutenant les gouvernements de la Restauration, avant de passer au centre gauche, dans l'opposition.

## Sources
- « Jean Joseph Moyzen », dans Adolphe Robert et Gaston Cougny, Dictionnaire des parlementaires français, Edgar Bourloton, 1889-1891 [détail de l’édition]